# Cenophengus pedregalensis
Cenophengus pedregalensis är en skalbaggsart som beskrevs av Juan A. Zaragoza 1975. Cenophengus pedregalensis ingår i släktet Cenophengus och familjen Phengodidae. Inga underarter finns listade i Catalogue of Life.